# Championnat de Yougoslavie de football 2001-2002
Navigation
Saison précédente Saison suivante
La saison 2001-2002 du Championnat de Yougoslavie de football est la soixante-treizième édition du championnat de première division en Yougoslavie. Les dix-huit meilleurs clubs du pays prennent part à la compétition et sont regroupées en une poule unique où chaque formation affronte deux fois ses adversaires. En fin de saison, les quatre derniers du classement sont relégués et remplacés par les quatre meilleurs clubs de deuxième division.
C'est le FK Partizan Belgrade qui remporte la compétition après avoir terminé en tête du classement final, avec quinze points d'avance sur le double tenant du titre, le FK Étoile rouge de Belgrade et vingt-trois sur le FC Smederevo. C'est le 17e titre de champion de Yougoslavie de l'histoire du club.
Cette saison est la dernière à se dérouler sous le nom de Championnat de Yougoslavie de football. À partir de la saison prochaine, avec le changement du nom de la République fédérale de Yougoslavie en Serbie et Monténégro, le championnat devient Championnat de Serbie et Monténégro de football.

## Les clubs participants
| - Obilic Belgrade - FK Partizan Belgrade - FK Étoile rouge de Belgrade - Hajduk-Rodic MB Kula - FK Rad Belgrade - FK Radnicki Kragujevac - OFK Belgrade - FC Smederevo - FK Čukarički | - FK Zeleznik Belgrade - FK Rudar Pljevlja - Promu de D2 - FK Vojvodina Novi Sad - FK Zemun - Zeta Golubovci - FK Zvezdara - Promu de D2 - FK Mladost Lučani - Promu de D2 - Mladost Apatin - Promu de D2 - FK Sutjeska Niksic |

## Compétition

### Classement
Le barème de points utilisé pour établir le classement est le suivant :
- Victoire : 3 points
- Match nul : 1 point
- Défaite : 0 point

| Rang | Équipe                              | Pts | J  | G  | N  | P  | Bp | Bc | Diff |
| ---- | ----------------------------------- | --- | -- | -- | -- | -- | -- | -- | ---- |
| 1    | FK Partizan Belgrade                | 81  | 34 | 25 | 6  | 3  | 85 | 33 | +52  |
| 2    | FK Étoile rouge de Belgrade (T) (C) | 66  | 34 | 18 | 12 | 4  | 54 | 28 | +26  |
| 3    | FC Smederevo                        | 58  | 34 | 17 | 7  | 10 | 46 | 36 | +10  |
| 4    | Obilic Belgrade                     | 56  | 34 | 16 | 8  | 10 | 52 | 41 | +11  |
| 5    | Zeta Golubovci                      | 52  | 34 | 15 | 7  | 12 | 48 | 50 | -2   |
| 6    | FK Zeleznik Belgrade                | 49  | 34 | 14 | 7  | 13 | 41 | 42 | -1   |
| 7    | FK Rudar Pljevlja (P)               | 47  | 34 | 13 | 8  | 13 | 35 | 33 | +2   |
| 8    | FK Vojvodina Novi Sad               | 46  | 34 | 10 | 16 | 8  | 34 | 26 | +8   |
| 9    | OFK Belgrade                        | 46  | 34 | 12 | 10 | 12 | 44 | 37 | +7   |
| 10   | FK Rad Belgrade                     | 46  | 34 | 13 | 7  | 14 | 45 | 41 | +4   |
| 11   | FK Sutjeska Niksic                  | 46  | 34 | 14 | 4  | 16 | 32 | 45 | -13  |
| 12   | FK Zemun                            | 45  | 34 | 12 | 9  | 13 | 49 | 43 | +6   |
| 13   | Hajduk-Rodic MB Kula                | 45  | 34 | 12 | 9  | 13 | 38 | 42 | -4   |
| 14   | FK Čukarički                        | 43  | 34 | 12 | 7  | 15 | 40 | 40 | 0    |
| 15   | FK Mladost Lučani (P)               | 42  | 34 | 12 | 6  | 16 | 42 | 42 | 0    |
| 16   | FK Zvezdara (P)                     | 29  | 34 | 7  | 8  | 19 | 35 | 64 | -29  |
| 17   | Mladost Apatin (P)                  | 24  | 34 | 4  | 12 | 18 | 26 | 64 | -38  |
| 18   | FK Radnički Kragujevac              | 23  | 34 | 6  | 5  | 23 | 25 | 64 | -39  |

|  | Qualification pour la Ligue des champions 2002-2003                                               |
|  | Qualification pour la Coupe UEFA 2002-2003                                                        |
|  | Qualification pour la Coupe Intertoto 2002                                                        |
|  | Relégation directe en deuxième division                                                           |
|  | (T) : Tenant du titre (C) : Vainqueur de la Coupe de Yougoslavie (P) : Promu de deuxième division |

## Bilan de la saison
| Championnat de Yougoslavie de football 2001-2002                        |                                  |
| Champion                                                                | FK Partizan Belgrade (17e titre) |
| Coupes et trophées                                                      |                                  |
| Vainqueur de la Coupe de Yougoslavie 2001-2002                          | FK Étoile rouge de Belgrade      |
| Qualifications continentales                                            |                                  |
| Ligue des champions 2002-2003                                           | FK Partizan Belgrade             |
| Coupe UEFA 2002-2003                                                    | FK Étoile rouge de Belgrade      |
| Coupe UEFA 2002-2003                                                    | FC Smederevo                     |
| Coupe Intertoto 2002                                                    | Obilic Belgrade                  |
| Promotions et relégations                                               |                                  |
| Promus en SuperLiga                                                     | FK Radnički Obrenovac            |
| Promus en SuperLiga                                                     | FK Radnicki Nis                  |
| Promus en SuperLiga                                                     | FK Javor Ivanjica                |
| Promus en SuperLiga                                                     | FK Mogren Budva                  |
| Relégués en Championnat de Yougoslavie de football de deuxième division | FK Mladost Lučani                |
| Relégués en Championnat de Yougoslavie de football de deuxième division | FK Zvezdara                      |
| Relégués en Championnat de Yougoslavie de football de deuxième division | Mladost Apatin                   |
| Relégués en Championnat de Yougoslavie de football de deuxième division | FK Radnički Kragujevac           |